# Giò Sada

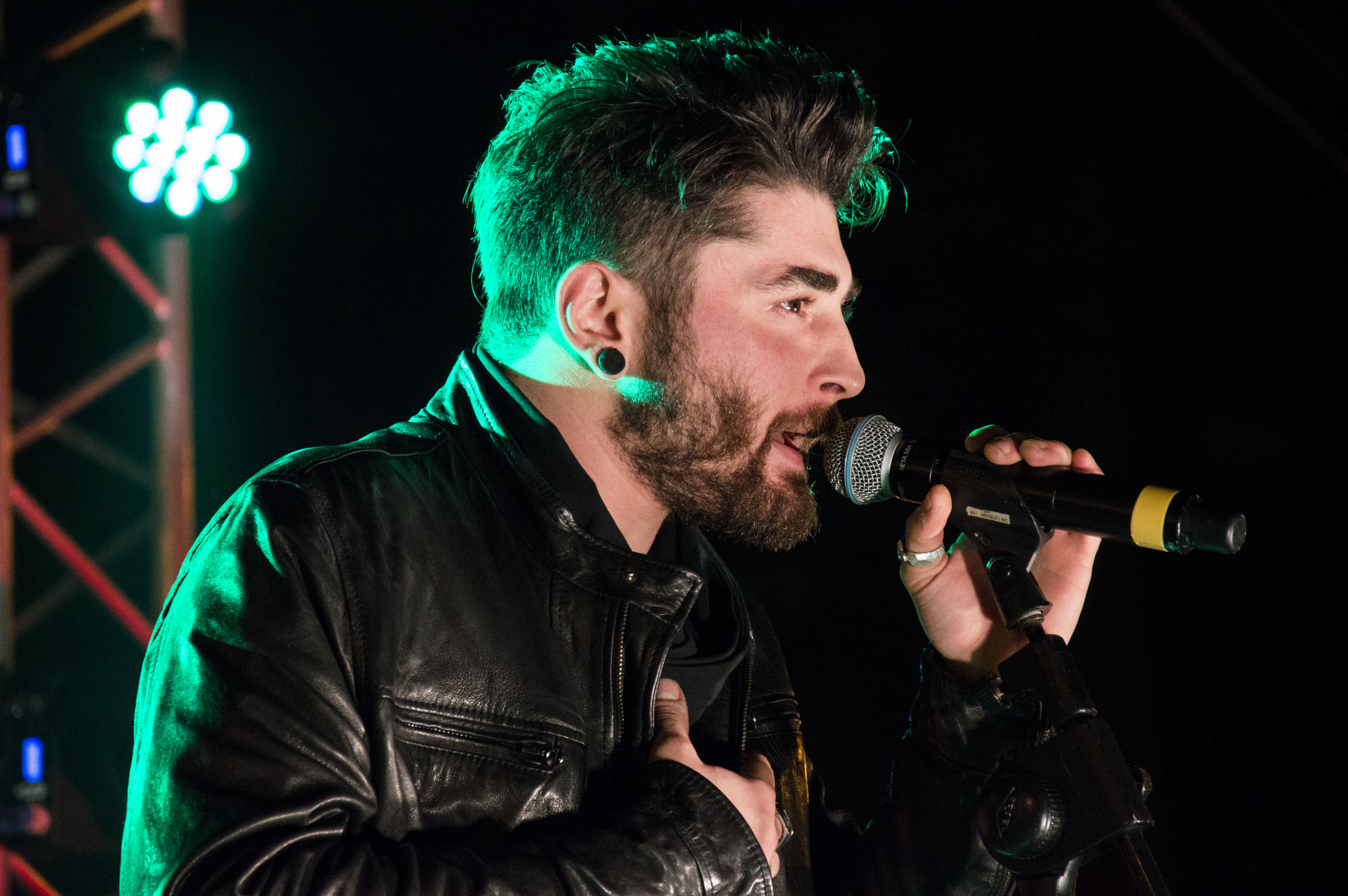
Giosada 2015 live in Bari

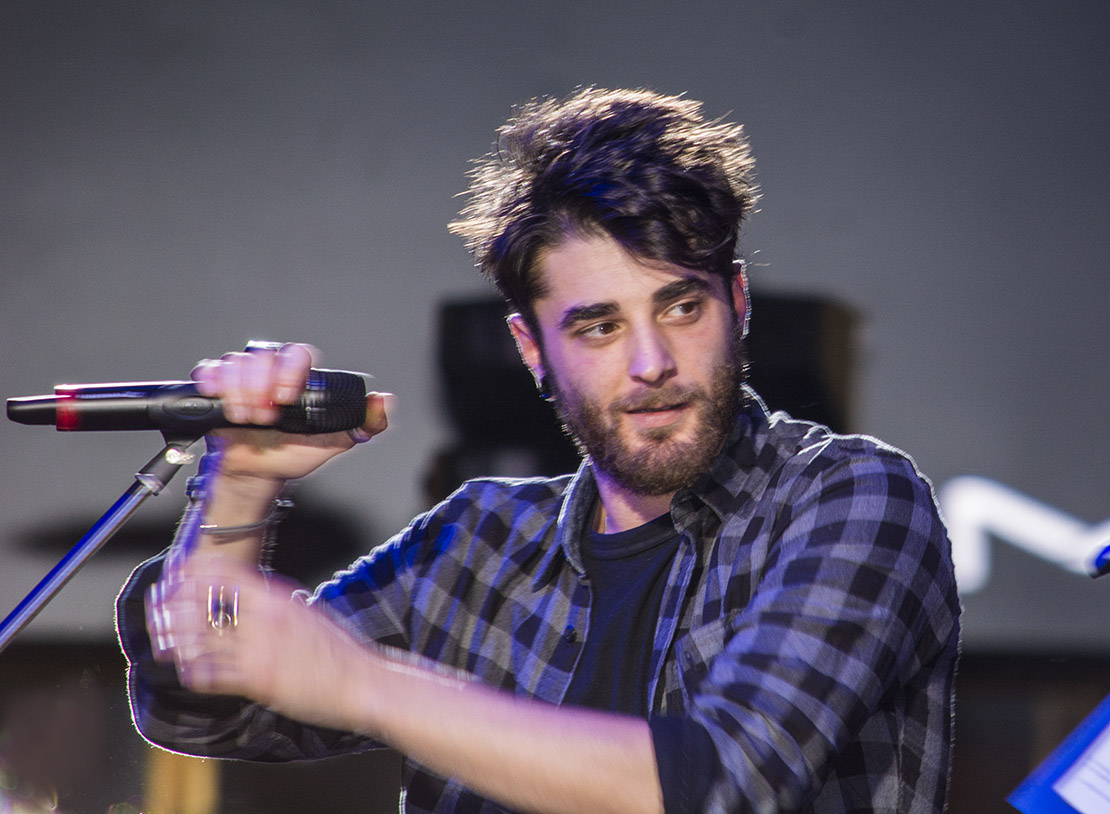
Giosada live in Turin

Giò Sada (* 10. September 1989 in Bari als Giovanni Sada), auch Giosada, ist ein italienischer Rockmusiker, der 2015 durch den Sieg bei der Castingshow X Factor bekannt wurde.

## Werdegang
Sada wuchs in einer Musikerfamilie auf. Mit sieben Jahren begann er mit dem Singen und schon als Jugendlicher trat er mit verschiedenen Bands auf. Das Studium der Beni Enogastronomici an der Aldo-Moro-Universität Bari, brach er ab, um sich ganz der Musik zu widmen. 2007 wurde er Teil der Punk-Band No Blame, mit der er eine Reihe von Auftritten absolvierte, auch außerhalb Italiens. Im Folgejahr veröffentlichte die Band ihre erste EP Keep the Hardcore Elite. Später trat Sada mit der Hardcore-Punk-Band Waiting for Better Days auf, mit der er auch ein Konzert der kalifornischen Band Ignite eröffnen konnte. 2012 veröffentlichte Waiting for Better Days das Album To Those Who Believe to Be Left Alone beim Indie-Label Indelirium Records.
Seine Solokarriere startete Sada 2011 mit der Single Salviamoci. Das Lied war seine Einsendung für den Online-Wettbewerb Sanremo Social, die Vorentscheidung für die Newcomer-Kategorie des Sanremo-Festivals 2012. 2013 arbeitete der Sänger mit dem Rapper Walino im Lied Tears & Smiles zusammen und gründete die eigene Band Barismoothsquad. Im Juli 2014 erschien deren erstes Album. Im Sommer 2015 nahm Sada als Giosada an den Castings zu X Factor teil und schaffte es in die Kategorie 25+, die von Juror Elio betreut wurde. In der Finalphase präsentierte er das Lied Il rimpianto di te, das er zusammen mit Pacifico und Alberto Tafuri geschrieben hatte. Am 10. Dezember 2015 ging Giosada als Sieger aus dem X-Factor-Finale hervor. Schon am folgenden Tag wurde die EP Giosada veröffentlicht.
Mit einem Musikvideo zum Lied Come Away with Me, im Original von Norah Jones, in dem der Sänger wieder zusammen mit seiner Band Barismoothsquad auftritt, initiierte er im Juni 2016 das Projekt Nowhere Stage, bei dem die Band an abgelegenen und schwer zugänglichen Orten unplugged spielt. Außerdem eröffnete Barismoothsquad die zwei Italien-Konzerte von Lukas Graham. Am 2. September 2016 erschien schließlich die Single Volando al contrario, das gleichnamige Album folgte am 23. des Monats.
Neben seiner musikalischen Tätigkeit arbeitete Sada auch als Theaterschauspieler. Seinen ersten Filmauftritt hat er in Dove chi entra urla von Fabrizio Pastore, der 2016 in die italienischen Kinos kam.

## Diskografie

### Alben
solo

| Jahr | Titel                | Höchstplatzierung, Gesamtwochen, AuszeichnungChartsChartplatzierungen (Jahr, Titel, Platzierungen, Wochen, Auszeichnungen, Anmerkungen) | Anmerkungen |
| Jahr | Titel                | IT | Anmerkungen |
| ---- | -------------------- | --- | ----------- |
| 2015 | Giosada              | IT25 (10 Wo.)IT | EP          |
| 2016 | Volando al contrario | IT8 (3 Wo.)IT |             |

mit No Blame
- Keep the Hardcore Elite (EP; 2008)
- Burning the Blindfolds (2010)

mit Waiting for Better Days
- To Those Who Believe to Be Left Alone (2012)

mit Barismoothsquad
- Barismoothsquad (2014)

### Singles
| Jahr | Titel Album                | Höchstplatzierung, Gesamtwochen, AuszeichnungChartsChartplatzierungen (Jahr, Titel, Album, Platzierungen, Wochen, Auszeichnungen, Anmerkungen) | Anmerkungen |
| Jahr | Titel Album                | IT | Anmerkungen |
| ---- | -------------------------- | --- | ----------- |
| 2015 | Il rimpianto di te Giosada | IT6 (6 Wo.)IT |             |
| 2015 | Retrograde Giosada         | IT98 (1 Wo.)IT |             |

- Salviamoci (2011)
- Volando al contrario (2016)
- Deserto (2016)

## Belege
1. 1 2  Luca Dondoni: Giosada: “X Factor è la mia laurea, ora comincio a lavorare”. In: LaStampa.it. 12. Dezember 2015, abgerufen am 17. Dezember 2015 (italienisch).
2. ↑  Giosada. Sky Italia, 1. August 2015, archiviert vom Original (nicht mehr online verfügbar) am 11. Dezember 2015; abgerufen am 17. Dezember 2015 (italienisch).  Info: Der Archivlink wurde automatisch eingesetzt und noch nicht geprüft. Bitte prüfe Original- und Archivlink gemäß Anleitung und entferne dann diesen Hinweis.
3. ↑  Francesco Canino: X Factor 9, Giosada: “Sanremo 2016? Ci andrò se c’è il brano giusto”. In: Panorama.it. Arnoldo Mondadori Editore, 11. Dezember 2015, abgerufen am 17. Dezember 2015 (italienisch).
4. 1 2 3 4 5 6 7  Gianmarco Regaldi: Giosada: La Storia del ragazzo vissuto davanti al mare che oggi conquista X-Factor. In: Allmusicitalia.it. 15. November 2015, abgerufen am 17. Dezember 2015.
5. ↑  To Those Who Believe to Be Left Alone. Indelirium Records, archiviert vom Original (nicht mehr online verfügbar) am 12. Dezember 2015; abgerufen am 17. Dezember 2015 (englisch).  Info: Der Archivlink wurde automatisch eingesetzt und noch nicht geprüft. Bitte prüfe Original- und Archivlink gemäß Anleitung und entferne dann diesen Hinweis.
6. ↑  Gli artisti pugliesi iscritti al concorso SanremoSocial. In: Pugliasounds.it. 26. Dezember 2011, archiviert vom Original (nicht mehr online verfügbar) am 22. Dezember 2015; abgerufen am 17. Dezember 2015 (italienisch).  Info: Der Archivlink wurde automatisch eingesetzt und noch nicht geprüft. Bitte prüfe Original- und Archivlink gemäß Anleitung und entferne dann diesen Hinweis.
7. ↑  Su Radio Italia il singolo di Giosada. Radio Italia, 11. Dezember 2015, abgerufen am 17. Dezember 2015 (italienisch).
8. ↑  Ernesto Assante: X Factor, vince Giosada. La finalissima è un super show. In: Repubblica.it. Gruppo Editoriale L’Espresso, 10. Dezember 2015, abgerufen am 17. Dezember 2015 (italienisch).
9. ↑  Cristian Pedrazzini: Giosada, in esclusiva su Vevo, lancia il format Nowhere Stage: “Ogni posto è un palco da condividere”. In: SpettacoliNews.it. 1. Juni 2016, archiviert vom Original (nicht mehr online verfügbar) am 11. August 2016; abgerufen am 1. Oktober 2016 (italienisch).  Info: Der Archivlink wurde automatisch eingesetzt und noch nicht geprüft. Bitte prüfe Original- und Archivlink gemäß Anleitung und entferne dann diesen Hinweis.
10. ↑  “Lukas Graham”: La band danese in Italia con due live. In: Nightguide.it. 23. Mai 2016, abgerufen am 1. Oktober 2016 (italienisch).
11. ↑  X Factor 2016, volando al contrario Giò Sada “esce” gli inediti. In: Skyuno.sky.it. 26. Juli 2016, abgerufen am 1. Oktober 2016 (italienisch).
12. ↑  X Factor, Giosada in versione attore: ecco l’anteprima del film. In: Repubblica.it. Gruppo Editoriale L’Espresso, 11. Dezember 2015, abgerufen am 17. Dezember 2015 (italienisch).
13. ↑  Chartquellen (Alben):
  - Alben von Giosada. In: Italiancharts.com. Hung Medien, abgerufen am 16. Dezember 2016.
  - Alben von Giò Sada. In: Italiancharts.com. Hung Medien, abgerufen am 16. Dezember 2016.
14. ↑  Archivio classifiche Top Singoli. FIMI, abgerufen am 28. Mai 2017 (italienisch).

| Personendaten    | Personendaten                             |
| ---------------- | ----------------------------------------- |
| NAME             | Sada, Giò                                 |
| ALTERNATIVNAMEN  | Sada, Giovanni (wirklicher Name); Giosada |
| KURZBESCHREIBUNG | italienischer Popsänger                   |
| GEBURTSDATUM     | 10. September 1989                        |
| GEBURTSORT       | Bari, Italien                             |